# Brúarjökull
Der Brúarjökull ist der größte Auslassgletscher des größten isländischen Plauteaugletschers, des Vatnajökull.
Er befindet sich im Nordosten des Vatnajökulls östlich der Kverkfjöll und westlich des Eyjabakkajökull. Der Gletscher ist über 30 km breit. Der Gletscher speist große Flüsse wie die  Kreppa und die Jökulsá á Brú. Letztere wird im Hálslón auf 25 km Länge aufgestaut für das Kárahnjúka-Wasserkraftwerk.